# Atletica leggera ai Giochi della XXI Olimpiade - 400 metri ostacoli

Video della Finale

I 400 metri ostacoli hanno fatto parte del programma maschile di atletica leggera ai Giochi della XXI Olimpiade. La competizione si è svolta nei giorni 23-25 luglio 1976 allo Stadio Olimpico (Montréal).

## Presenze ed assenze dei campioni in carica
| Competizione      | Atleta        | Prestazione | Montréal 1976   |
| ----------------- | ------------- | ----------- | --------------- |
| Monaco 1972       | John Akii-Bua | 47”82       | Uganda assente  |
| Commonwealth 1974 | Alan Pascoe   | 48”83       | Presente        |
| Europei 1974      | Alan Pascoe   | 48”82       | Presente        |
| Asiatici 1974     | Talib Faisal  | 51”69       | Non qualificato |
| Panamericani 1975 | James King    | 49”60A      | 7º ai Trials    |

1. ↑  Per il boicottaggio.
2. ↑  Sotto la bandiera della Gran Bretagna.

Il vincitore dei Trials USA è Edwin Moses (48”30).

## Risultati

### Turni eliminatori
| 4 Batterie   | 23 luglio | 21 partenti   | Si qualificano i primi 4. |
| 2 Semifinali | 24 luglio | 8 + 8         | Si qualificano i primi 4. |
| Finale       | 25 luglio | 8 concorrenti |                           |

### Finale
Il favorito è il campione uscente, John Akii-Bua. Ma per il boicottaggio dei paesi africani non può partecipare.

Nelle batterie la nuova stella degli ostacoli bassi americani, Edwin Moses (21 anni), batte il campione europeo, l'inglese Pascoe. In semifinale conferma il suo dominio vincendo con oltre un secondo di distacco. Nella finale fa ancora di più: è l'unico a tenere il ritmo di 13 passi fra un ostacolo e l'altro e stabilisce il nuovo record del mondo. Anche in finale lascia un distacco al secondo classificato di oltre un secondo.
| Posizione | Atleta              | Nazionalità      | Tempo |
| --------- | ------------------- | ---------------- | ----- |
|           | Edwin Moses         | Stati Uniti      | 47"64 |
|           | Michael Shine       | Stati Uniti      | 48"69 |
|           | Evgenij Gavrilenko  | Unione Sovietica | 49"45 |
| 4         | Quentin Wheeler     | Stati Uniti      | 49"86 |
| 5         | Jose Jesus Carvalho | Portogallo       | 49"94 |
| 6         | Yanko Bratanov      | Bulgaria         | 50"03 |
| 7         | Damaso Alfonso      | Cuba             | 50"19 |
| 8         | Alan Pascoe         | Regno Unito      | 51"29 |